# Кузнечик черноватый
Кузне́чик чернова́тый (лат. Décticus nigréscens) — вид прямокрылых рода Скакуны (Decticus) из семейства Настоящие кузнечики (Tettigoniidae). Одно из самых редких прямокрылых Азии умеренного климатического пояса.
Вид впервые описан в 1930 году энтомологом, систематиком прямокрылых, С. П. Тарбинским (1902—1942).

## Этимология
Видовое название лат. nigrescens («черноватый», «чернеющий», от nigrēscō — «черни́ть») связано с окраской насекомого.

## Описание
Тело длиной 32—41 мм у самцов и 32—42,5 мм у самок, коричневое, покрыто тёмно-коричневыми пятнами. Голова спереди коричневая. Верх головы и переднеспинки коричневый (редко зеленый); боковые лопасти переднеспинки с тёмно-коричневым пятном посередине. Ноги коричневые; задние бедра сверху с очерченным темным пятном у основания. Надкрылья длиной 32—35 мм у самцов и 30—32,5 мм у самок, коричневые (в редких случаях зелёные), с крупными чёрно-коричневыми пятнами по всей поверхности. Брюшко сбоку с чёрными пятнами по бокам тергитов, образующими продольные полосы; снизу — желтое. Яйцеклад 23—30 мм длиной, саблевидный, светло-коричневый, с глянцево-коричневой зубчатой вершиной.

## Ареал
В России встречается на юге Читинской, Амурской областей и Хабаровского края, в Еврейской автономной области и в Приморском крае, вне России — в Северо-Восточном Китае (на северо-востоке Хэйлунцзяна).
Типовым местонахождением этого вида являются окрестности с. Нагибово в Еврейской автономной области.
Известный ареал обитания кузнечика черноватого не пересекается с ареалом типового вида рода Скакуны — серым кузнечиком (Decticus verrucivorus).

## Места обитания
Обитает преимущественно на лугах и опушках широколиственных лесов, часто в остепнённых каменистых биотопах.

## Биология вида
Питаются в основном насекомыми, а также растениями. Активны днём. Половозрелые самцы поют только при солнечном свете. Самки откладывают яйца в почву.